# Amin Bukhari
Amin Bukhari (Gedda, 2 maggio 1997) è un calciatore saudita, portiere dell'Al-Nassr.